# حمام رومی‌های آنکارا
حمام رومی‌ها یک مجتمع حمام در زمان روم باستان بود که در موقعیت کنونی آنکارا در ترکیه قرار داشت. این بنای تاریخی بر اثر حفاری‌های انجام شده بین سال‌های ۱۹۳۷–۱۹۴۴ کشف شد و پس از مدتی به عنوان یک موزه در اختیار عموم مردم برای بازدیدکنندگان قرار گرفت.
این حمام برای خدای دارو (آسکوپیوس) ساخته شد این مجموعهٔ بزرگ دارای سه قسمت است: اتاق سرد اتاق گرم و اتاق ولرم.
اتاق سرد دارای یک استخر و یک اتاق رخت کن می‌باشد.
اتاق گرم مکانی برای استحمام و سونا است.
اتاق ولرم معمولاً برای استراحت استفاده می‌شد.

## نگارخانه

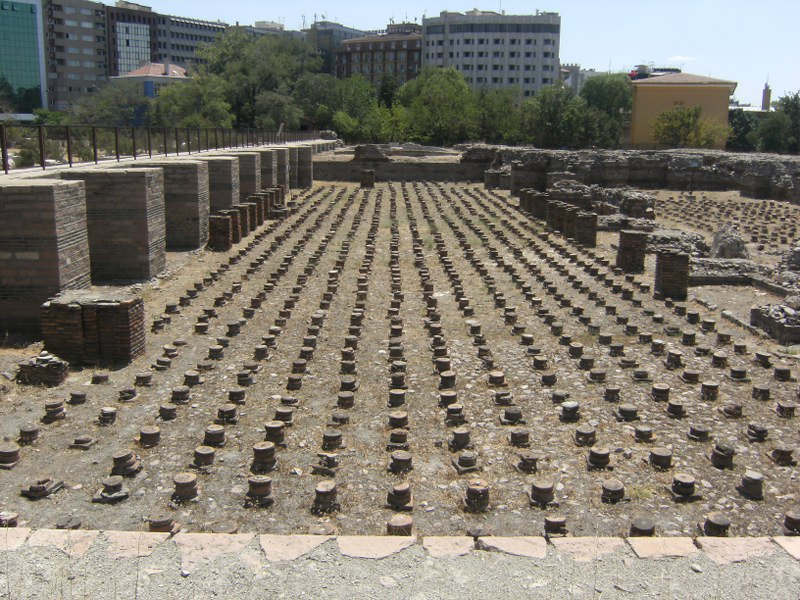
رخت‌کن
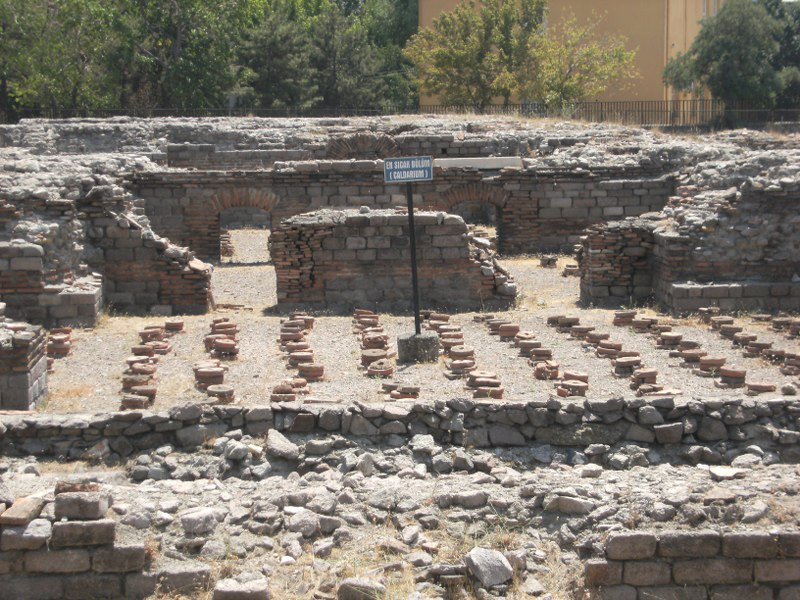
کالداریوم
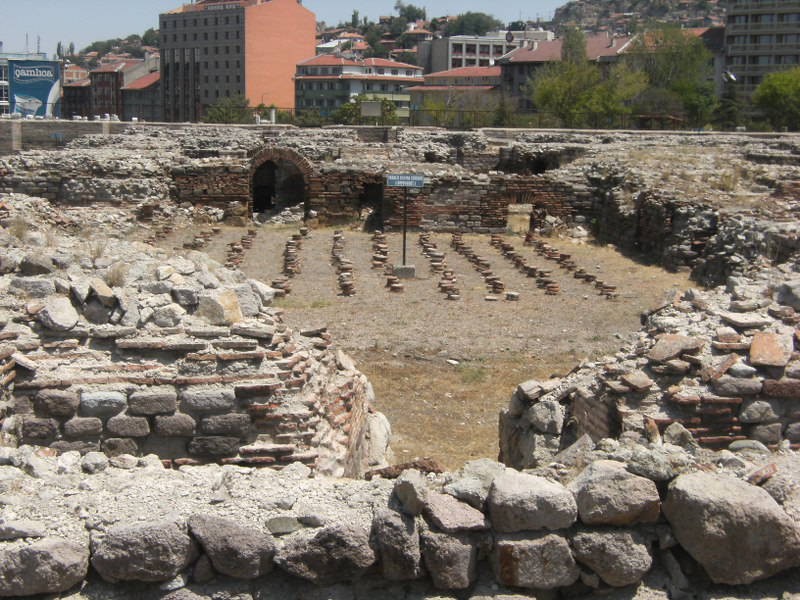
زیرسوز
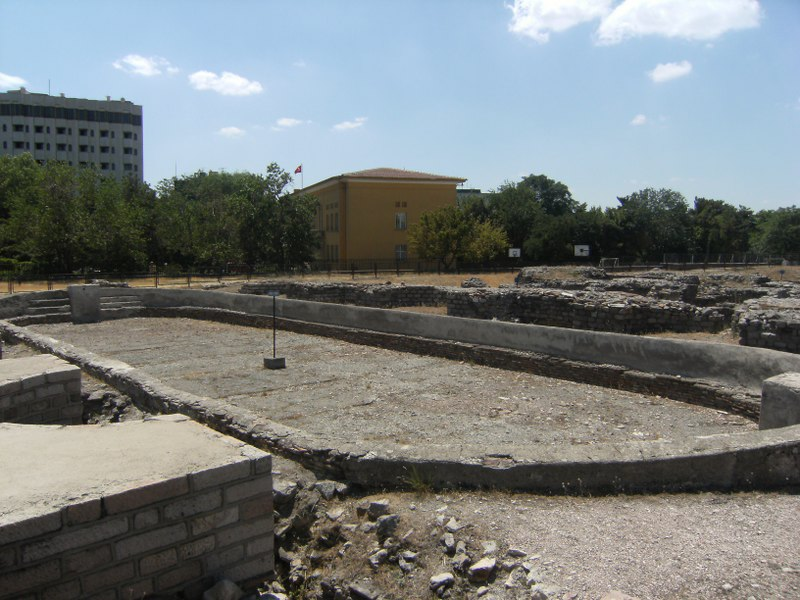
استخر
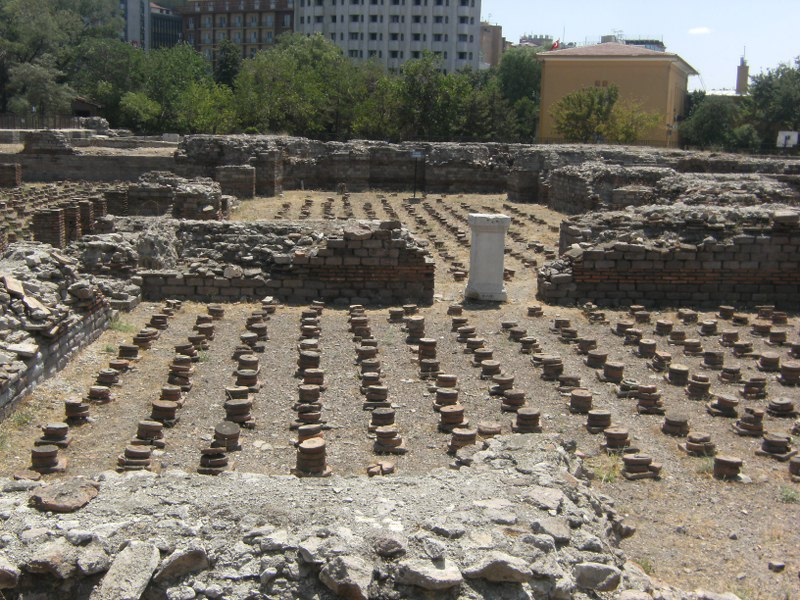
تپیداریوم
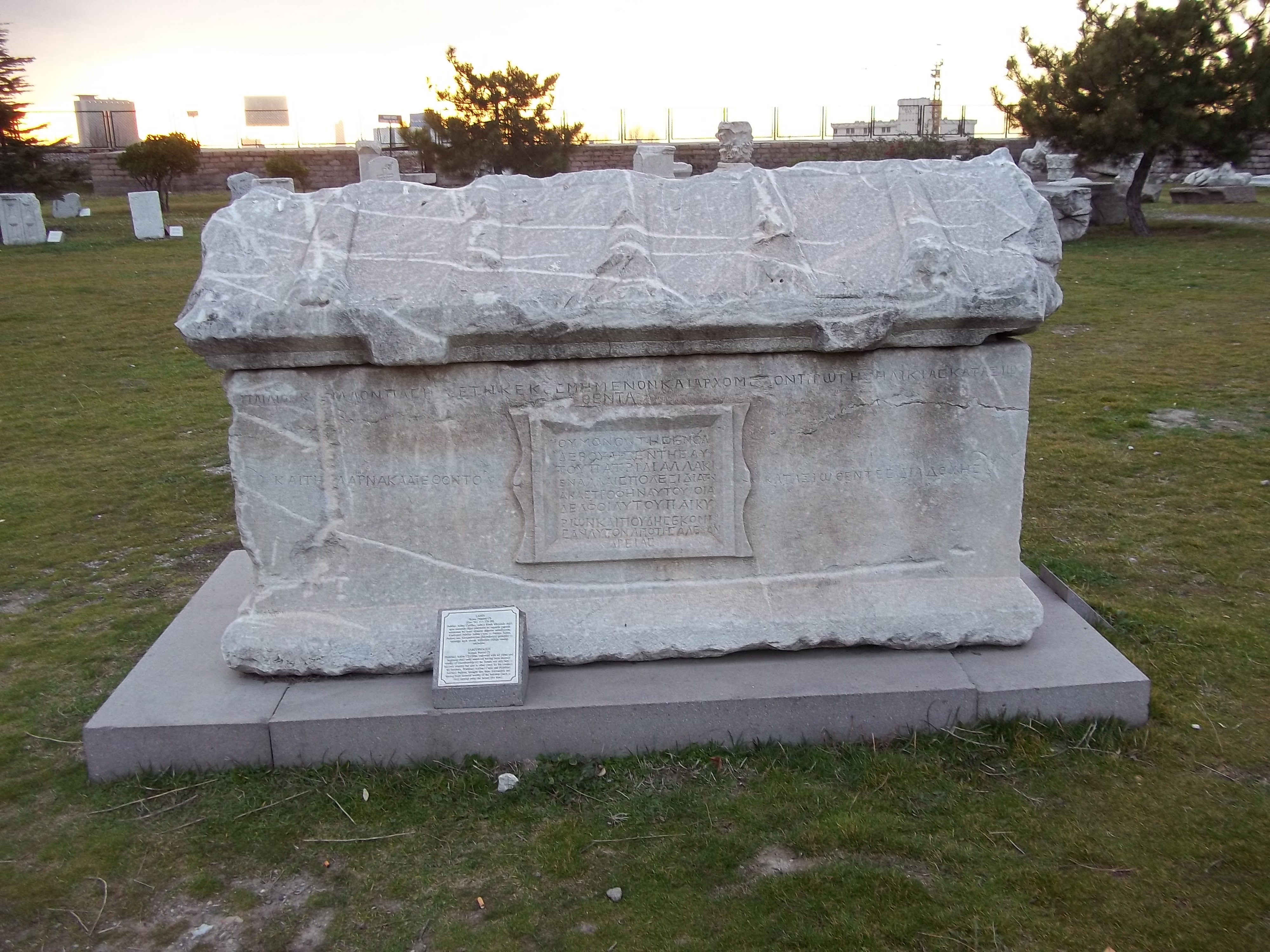
یک تابوت‌دان در محوطه‌ی حمام
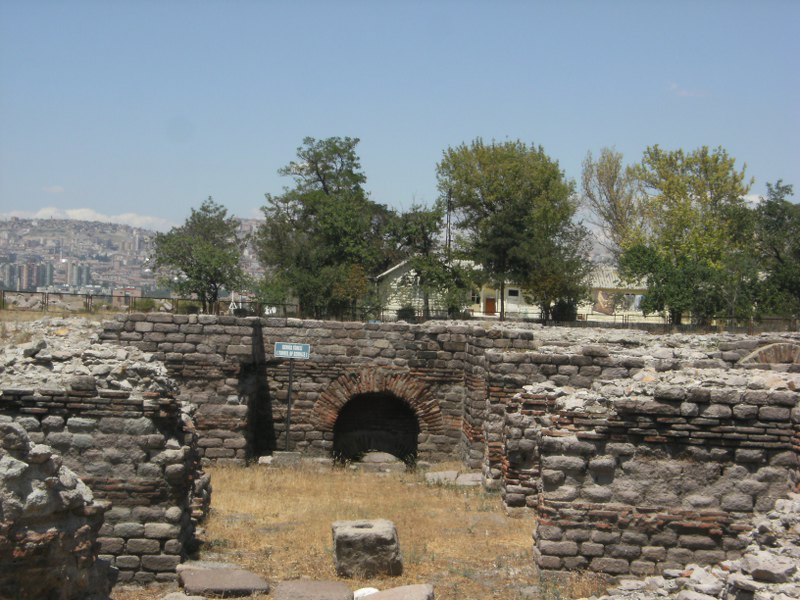
راه‌رو
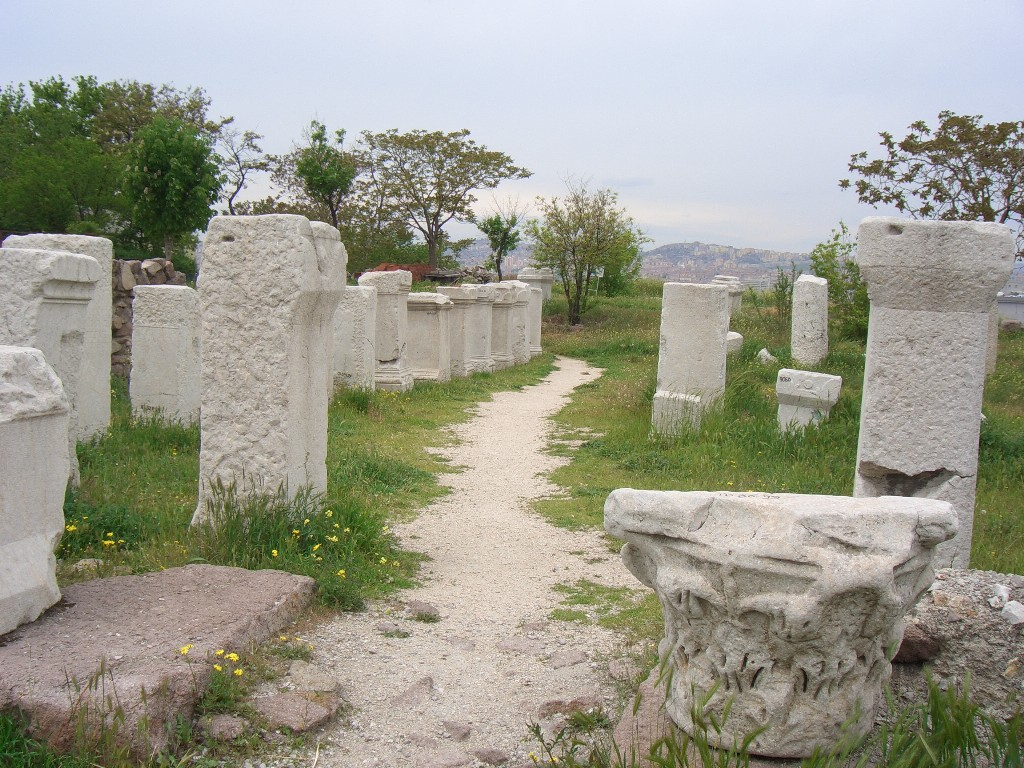
قبرستان رومی در اطراف حمام
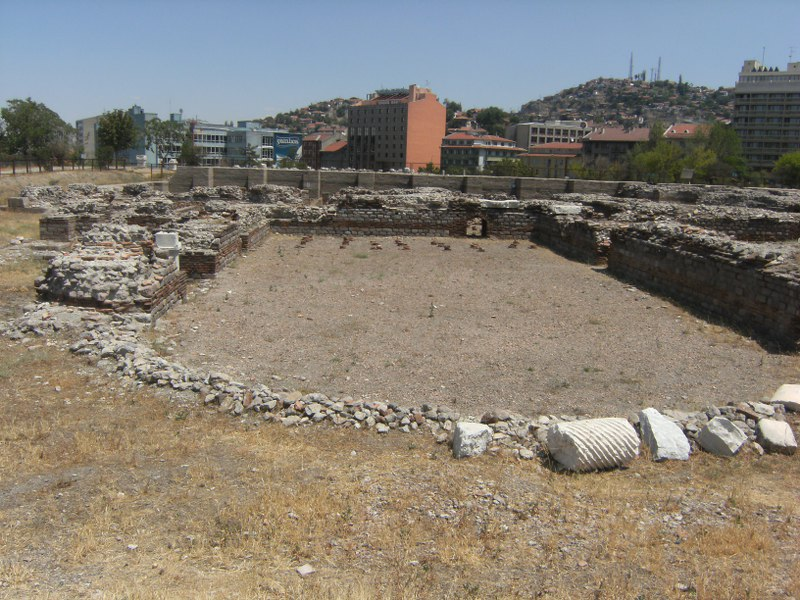
نمایی از حمام رومی‌های آنکارا